# Рейс перший, рейс останній
«Рейс перший, рейс останній» (рос. «Рейс первый, рейс последний») — радянський художній фільм 1974 року, знятий на Одеській кіностудії.

## Сюжет
Водії-далекобійники їдуть з Одеси в Тбілісі. Перший — літній, для нього це останній рейс перед відходом на пенсію. Другий — новачок, який вперше сів за кермо… Різні люди зустрічаються на шляху водіїв, залишаються позаду села і міста. Подолавши перевал, колона автомашин в'їжджає в Тбілісі, досягнувши кінцевої мети своєї непростої подорожі. Старий шофер з радістю передає трудову естафету новачкові, який став під час шляху повноправним членом колективу водіїв.

## У ролях
- Сергій Плотников — Борис Іванович Хорх
- Юрій Кузьменко — стажист
- Лесь Сердюк — Іван, шофер
- Борис Голдаєв — Романенко, шофер
- Бухуті Закаріадзе — шофер
- Елгуджа Бурдулі — шофер
- Ольга Гаспарова — артистка цирку
- Зінаїда Дехтярьова — працівниця бази відпочинку
- Маргарита Жарова — працівниця бази відпочинку
- Валентина Березуцька — працівниця бази відпочинку
- Лідія Корольова — заправниця
- Олександр Лебедєв — шофер машини, що з'їхала з дороги
- Іван Матвєєв — дід
- Мамед Алі Казахли — артист цирку
- Данило Нетребін — шофер, який відмовився буксирувати машину
- Валентина Телегіна — дружина діда
- Ірина Терещенко — Галя, попутниця
- Гіві Берікашвілі — шофер
- Імеда Кахіані — інспектор ДАІ
- Зоя Кравченко — торговка яблуками
- Нодар Піранішвілі — шофер

## Знімальна група
- Режисер-постановник: Самвел Гаспаров
- Сценарист: Олександр Лапшин
- Оператор-постановник: Олег Мартинов
- Художники-постановники: Наталя Ієвлєва, Володимир Єфімов
- Композитори: Андрій Геворгян, Євген Геворгян
- Звукооператор: Ігор Скіндер
- Режисер: Є. Гогіладзе
- Оператори: Євген Гречановський, А. Гоменюк (комбіновані зйомки)
- Режисер монтажу: Валентина Олійник
- Редактори: Людмила Донець, Наталя Рисюкова
- Асистенти режисера: Олександр Амелін, Надія Безсокирна, С. Гашев, В. Серпіонов
- Асистенти кінооператора: Володимир Панков, Олександр Чорний
- Директор картини: Л. Волчков